# Calletaera subexpressa
Calletaera subexpressa là một loài bướm đêm trong họ Geometridae.